# Bjerne Knoldsborg 2

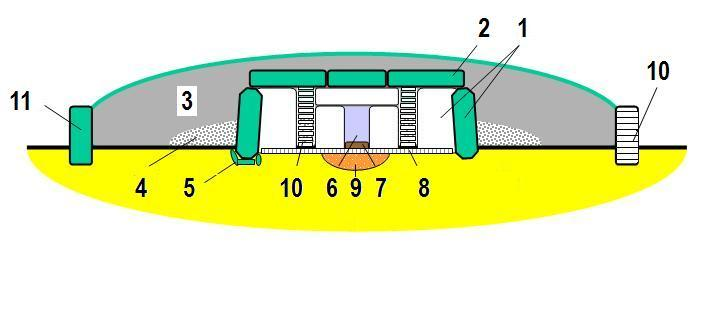
Ganggrab 1=Trag-, 2= Deckstein, 3=Erdhügel, 4=Dichtung, 5=Verkeilsteine, 6=Zugang, 7= Schwellenstein. 8=Bodenplatten, 9=Unterbodendepots, 10=Zwischenmauerwerk 11=Randsteine

Das Ganggrab von Bjerne Knoldsborg 2 (auch Knoldborg genannt) liegt in der Bjerne Mark, auf der Halbinsel Horne Land, südwestlich von Faaborg auf der dänischen Insel Fünen. Es stammt aus der Jungsteinzeit 3500–2800 v. Chr. und ist eine Megalithanlage der Trichterbecherkultur (TBK). 
Das Ganggrab (dänisch Jættestue) ist eine Bauform jungsteinzeitlicher Megalithanlagen, die aus einer Kammer und einem baulich abgesetzten, lateralen Gang besteht. Diese Form ist primär in Dänemark, Deutschland und Skandinavien, sowie vereinzelt in Frankreich und den Niederlanden zu finden. „Neolithische Monumente sind Ausdruck der Kultur und Ideologie jungsteinzeitlicher Gesellschaften. Ihre Entstehung und Funktion gelten als Kennzeichen der sozialen Entwicklung“.

## Beschreibung
Die freistehende, ovale West-Ost orientierte Kammer steht auf einem Hügel in einer unbebauten Fläche von 7,5 × 7,5 m im Feld. 
Die acht Trag- und drei Decksteine befinden sich in situ. Im Südosten befindet sich, stark außermittig, eine Kammeröffnung an die der Gang angeschlossen war, dessen sämtliche Steine nicht erhalten sind. Die Innenhöhe beträgt 0,6 bis 0,8 Meter. Der Kammerboden ist mit losem Geröll (Lesesteinen) bedeckt. 
Der Zugang zum Ganggrab ist nur außerhalb der Vegetationsperiode möglich.
In der Nähe liegt der Runddysse in der Bjerne Mark.